# Іваницький Віктор Федорович
Іваницький Віктор Федорович (*20 жовтня 1881 — 26 лютого 1955, Кам'янець-Подільський) — історик-сходознавець, історик церкви, бібліограф, бібліотекознавець.

## Біографія
Народився в селі Калузьке (нині с. Калуга Березнегуватського р-ну Миколаївської області). 1902 закінчив Одеську семінарію, 1906 — історичне відділення Київської духовної академії, де по завершенні навчання залишився працювати. Захистив в 1911 дисертацію «Филон Александрийский. Жизнь и обзор литературной деятельности», одержав ступінь магістра, 1912 – звання доцента, 1917 – екстраординарного професора. До 1919 року обіймав посаду професора. Викладав у різних київських вищих навчальних закладах курси «Історія стародавнього сходу», «Вавилоно-Ассирійська література» та ін. У 1921–1933-х роках працював на різних посадах у Всенародній бібліотеці України (нині Національна бібліотека України імені В.І. Вернадського) молодшим, згодом старшим бібліотекарем, завідувачем відділів орієнталія, бібліотекознавства, стародруків, від 1923 — заступником директора.
З жовтня 1929 по квітень 1930 року виконував обов'язки директора. Під час «чистки» 1933 року був звільнений, звинувачений в «українському націонал-фашизмі», в боротьбі «проти радянізації ВБУ», не забезпеченні охорони соціалістичної власності, в «гноїнні цінних книжкових фондів у коморах», а також у тому, що «був за основну постать у ВБУ, навколо якого купчились класово-ворожі елементи, вихідці з попів тощо».
Був змушений виїхати з Києва. Переїхав до Марійської Автономної СРР, працював завідувачем довідково-бібліографічного відділу в Республіканській бібліотеці в місті Йошкар-Ола (нині столиця Республіки Марій Ел), викладав літературу в Марійському педагогічному інституті. 1951 р. повернувся в Україну, в Кам'янець-Подільський.

## Науковий доробок
- Филон Александрийский. Жизнь и обзор литературной деятельности. К., 1911;
- О происхождении иудейского эллинизма Александрии. «Труды Императорской Киевской Духовной Академии», 1912, т. 1, кн. 2; окремий відбиток;
- Иудейско-арамейские папирусы с острова Элефантины и их значение для науки Ветхого Завета.«Труды Императорской Киевской Духовной Академии»,  1914, т. 3, кн. 11, 12; окремий відбиток;
- К вопросу о рехавитах. «Труды Императорской Киевской Духовной Академии», 1915, т. 2; окремий відбиток;
- Систематический указатель статей, помещенных в журнале "Труды Императорской Киевской духовной академии" за 1905-1914 гг. К., 1915;
- Письмо Аристея к Филократу. І. Введение. ІІ. Перевод. «Труды Императорской Киевской Духовной Академии», 1916; окремий відбиток;
- Відділ бібліотекознавства Всенародної бібліотеки. «Бібліологічні вісті», 1923, № 3;
- Бібліотековіана Всенародної бібліотеки України.  «Бібліологічні вісті», 1923, № 4;
- Науково-дослідча праця в галузі книгознавства та бібліотекознавства у зв'язку з підготуванням бібліотекарів та встановленням аспірантури при наукових бібліотеках. «Бібліотечний збірник», 1926, № 1;
- Кілька уваг до організації підготування бібліотечних робітників на Україні. «Бібліотечний журнал», 1926, № 4-5;
- Підготування наукових бібліотекарів і взагалі наукових робітників у галузі бібліотекознавства та бібліографії. «Бібліотечний збірник», 1927, № 2;
- Жидівська мова у Г. С. Сковороди. В кн.: Збірник праць Жидівської історично-археографічної комісії. К., 1928;
- Всенародна бібліотека України (ВБУ) при ВУАН. В кн.: Київ. Провідник. К., 1930;
- Библиография Марийской библиографии, вып. 1. Йошкар-Ола, 1948;
- Указатель литературы о Марийской АССР за 1949 г. Йошкар-Ола, 1951.

Значна кількість праць залишилась неопублікованою. Архів зберігається у відділі рукописів Російської державної бібліотеки. 